# Snappet
Snappet is een digitaal onderwijsplatform voor het Nederlandse basisonderwijs, ontwikkeld door stichting Snappet. In maart 2020 tijdens de coronacrisis in Nederland waren er zo'n drieduizend scholen, die de mogelijkheid hadden om thuisonderwijs aan te bieden met dit programma. Snappet wordt vaak op school gebruikt, waar kinderen alle vakken kunnen doen, maar kan ook thuis gebruikt worden.